# پی-اسکوئر
پی-اسکوئر (به انگلیسی: P-Square) گروه موسیقی نیجریه‌ای است.